# Odachowszczyzna (rejon lachowicki)
Odachowszczyzna (biał. Адахаўшчына, Adachauszczyna; ros. Адаховщина, Adachowszczina) – wieś na Białorusi, w obwodzie brzeskim, w rejonie lachowickim, w sielsowiecie Nowosiółki, nad Szczarą i przy drodze republikańskiej R91.

## Historia
Pod zaborami i w II Rzeczypospolitej majątek ziemski należący do Rdułtowskich. Znajdowały się tu dwór i sławna stadnina koni (w 1886 już nieistniejąca). W XIX i w początkach XX w. położona była w Rosji, w guberni mińskiej, w powiecie nowogródzkim, w gminie Darewo.
W dwudziestoleciu międzywojennym leżała w Polsce, w województwie nowogródzkim, w powiecie baranowickim, w gminie Darewo. W 1921 majątek (folwark) był zniszczony i niezamieszkały.
Po II wojnie światowej w granicach Związku Sowieckiego. Od 1991 w niepodległej Białorusi.